# Gypsophila rupestris
Gypsophila rupestris là loài thực vật có hoa thuộc họ Cẩm chướng. Loài này được Kupr. mô tả khoa học đầu tiên năm 1989.